# Roberto Pruner
Roberto Alexandre Pruner (Blumenau, 5 de junho de 1962) é um automobilista brasileiro.
Piloto mais antigo em atividade em Santa Catarina, iniciou sua carreira em 1978, em provas de calhambeques, Dodges e outros modelos antigos.

## Títulos
- Campeão da Copa Brasil de Velocidade na Terra (Categoria Stock Car): 2006
- Duas vezes campeão interestadual PR/SC de Stock Car na Terra (Opala): 1986 e 1991
- Doze vezes campeão catarinense de Stock Car na Terra

Categoria Opala: 1986, 1987, 1989, 1991, 1992, 1994, 1995 e 2001.
Categoria Omega: 1997, 2004, 2006, 2013.
- Campeão paranaense de Stock Car na Terra (Opala): 1988
- Campeão paranaense de Stock Car no Asfalto (Opala): 1989
- Campeão da Copa Verão de Automobilismo – Camboriú (Dodge): 1981

Além disso, participou de algumas etapas do Campeonato Brasileiro de Marcas e em provas de longa duração, como 500 Milhas de Londrina. 